# Bartolomé el Apóstol
Bartolomé (en griego: Βαρθολομαίος, romanizado: Bartholomaíos) fue uno de los apóstoles de Jesús. Su nombre procede del patronímico arameo bar-Tôlmay, "hijo de Tôlmay" o "hijo de Ptolomeo". Es mencionado en los tres evangelios sinópticos, siempre en compañía de Felipe. En el Evangelio de Juan, donde no aparece con el nombre de Bartolomé, se le ha identificado con Natanael, que también está relacionado siempre con Felipe. Louis Réau considera que dado que su nombre procede de la unión de bar (hijo) y Ptolomeo, sería, por tanto, descendiente de la Dinastía Ptolemaica, aunque esto no tiene ninguna base en el Nuevo Testamento; en todo caso, hay que tener en cuenta que no era extraño para los galileos del siglo I tomar nombres griegos, o bien asimilarlos a ellos.

## Bartolomé o Natanael en la Biblia
Según el Evangelio de Juan, Natanael fue uno de los discípulos a los que Jesús se apareció en el Mar de Tiberiades después de su resurrección. A él lo había llamado Jesús por mediación de Felipe. Juan es el único evangelista que menciona a Natanael, y como en las listas de los evangelios sinópticos el nombre de Felipe es seguido por el de Bartolomé, la tradición asimiló a Bartolomé y a Natanael como uno solo.
Según Mateo, Marcos y Lucas, Bartolomé fue uno de los doce apóstoles. Según los Hechos de los Apóstoles fue también testigo de la ascensión de Jesús.
Según una tradición recogida por Eusebio de Cesarea, Bartolomé marchó a predicar el evangelio a la India, donde dejó una copia del Evangelio de Mateo en arameo. La tradición armenia le atribuye también la predicación del cristianismo en el país caucásico, junto a Judas Tadeo. Ambos son considerados santos patrones de la Iglesia apostólica  armenia , puesto que se cree fueron los primeros en fundar el cristianismo en esas regiones.

## Martirio
Su martirio y muerte se atribuyen a Astiages, rey de Armenia y hermano del rey Polimio, a quien Bartolomé habría convertido al cristianismo. Como los sacerdotes de los templos paganos, que se estaban quedando sin seguidores, protestaron ante Astiages de la labor evangelizadora de Bartolomé, Astiages mandó llamarlo y le ordenó que adorara a sus ídolos, tal como había hecho con su hermano. Ante la negativa de Bartolomé, el rey ordenó que fuera desollado vivo en su presencia hasta que renunciase a su Dios o muriese.
En la Capilla Sixtina, pintada por Miguel Ángel, la piel que tiene san Bartolomé en sus manos contiene un autorretrato del mismo autor, detalle que no se descubrió hasta bien entrado el siglo XIX. En el colgajo de piel se pueden distinguir con total nitidez las facciones del pintor.

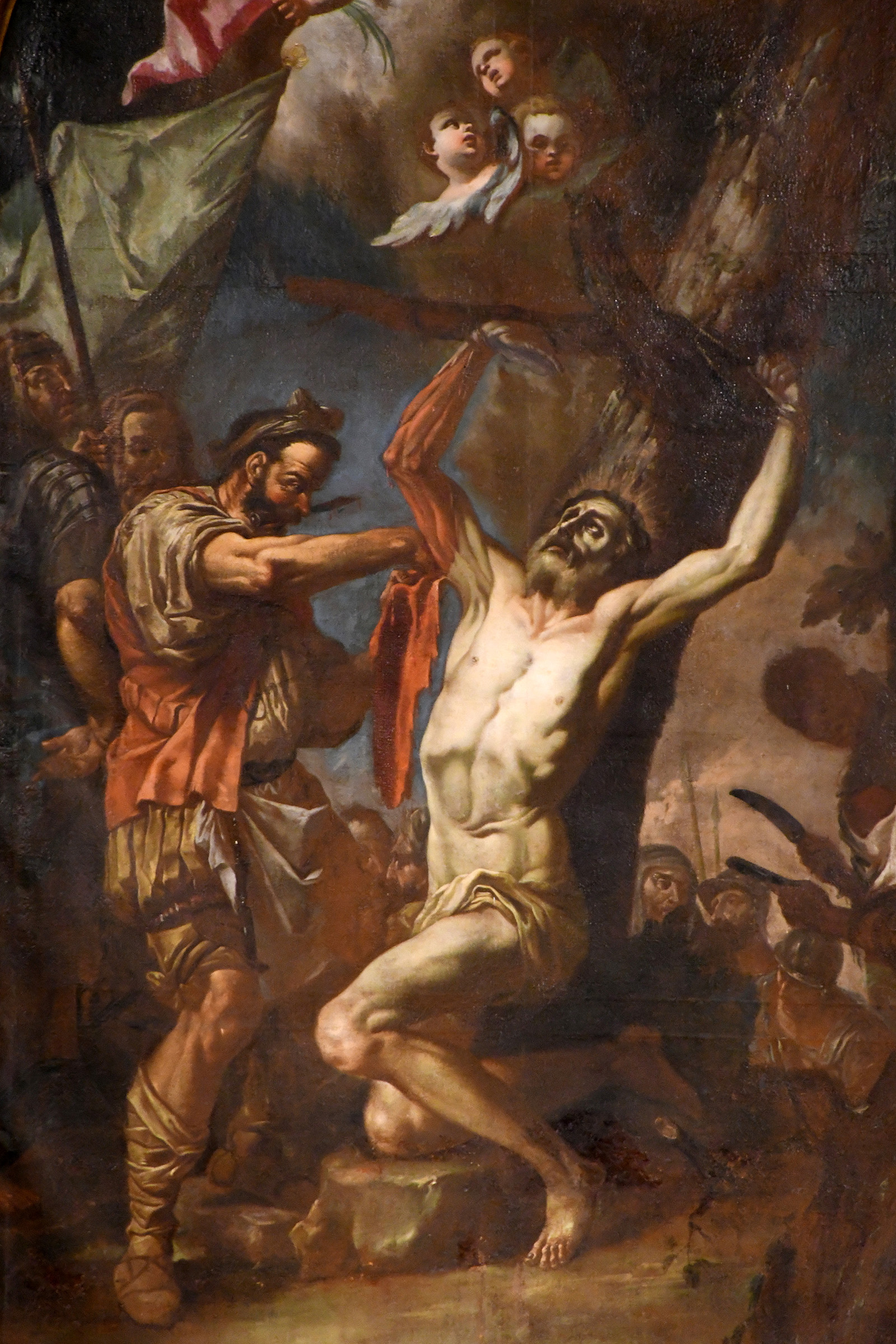
Martirio de San Bartolomé de la iglesia en Hungría.

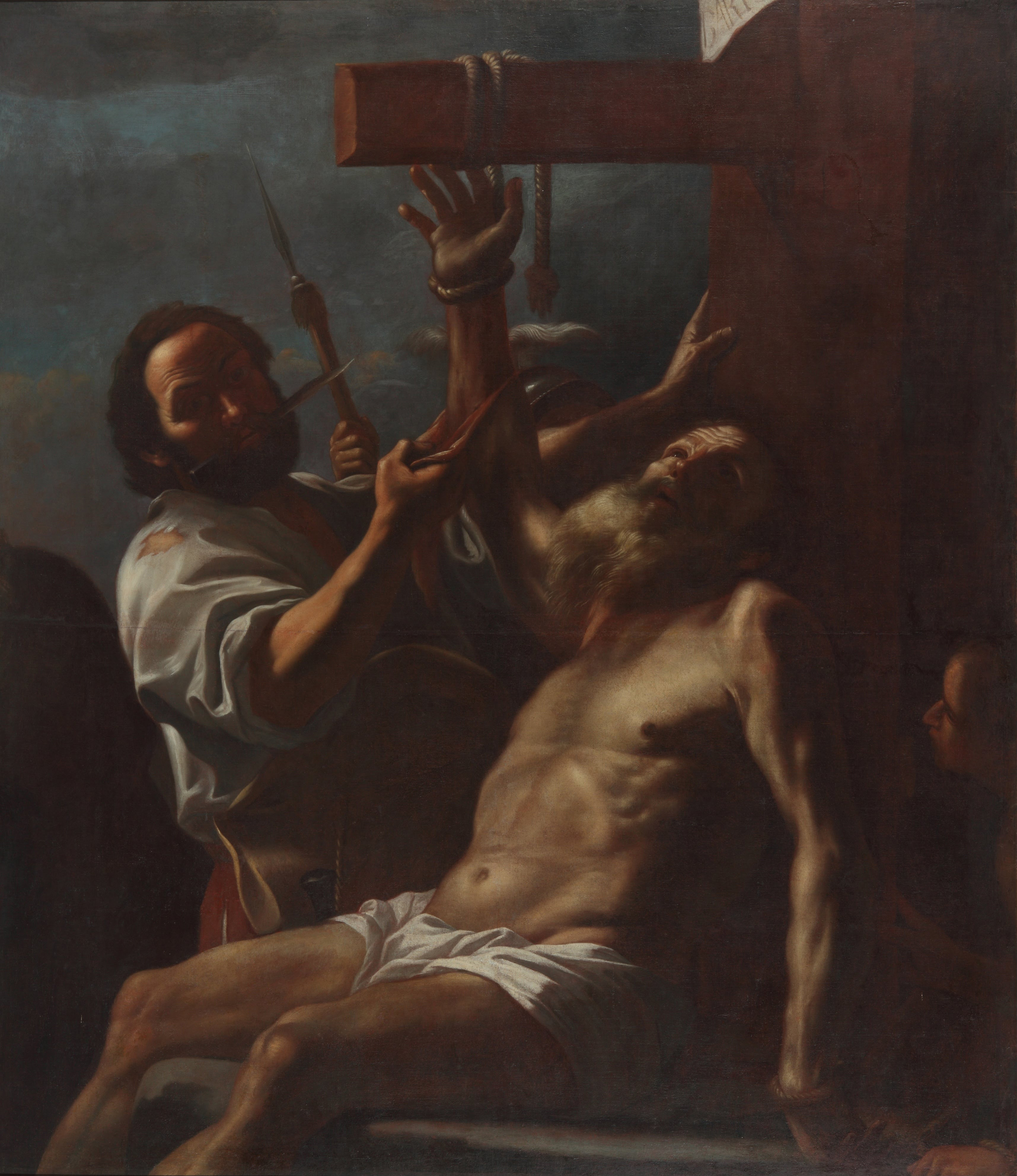
Martirio de San Bartolomé pintado por Mattia Preti.

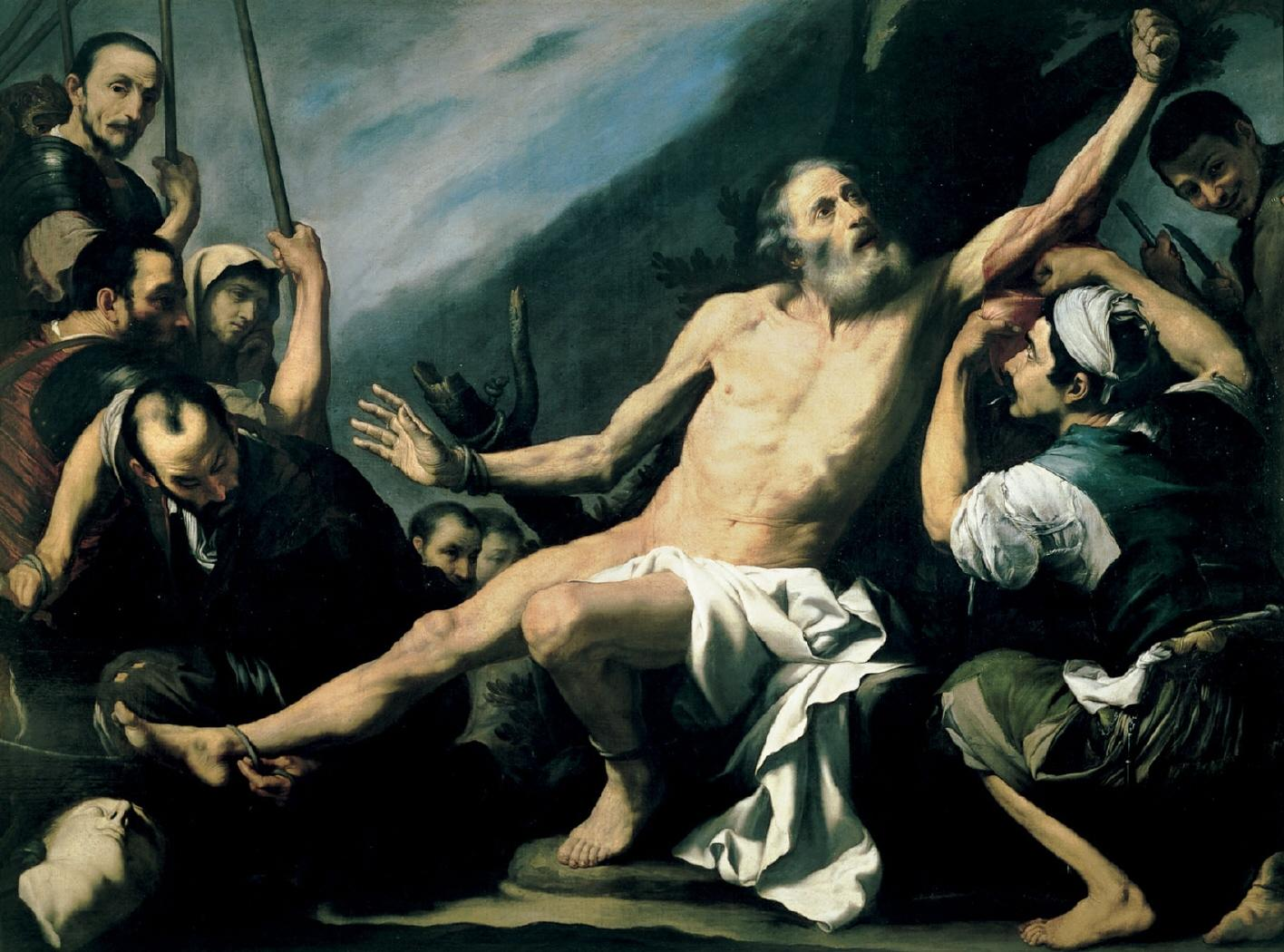
Martirio de San Bartolomé.

## Iconografía

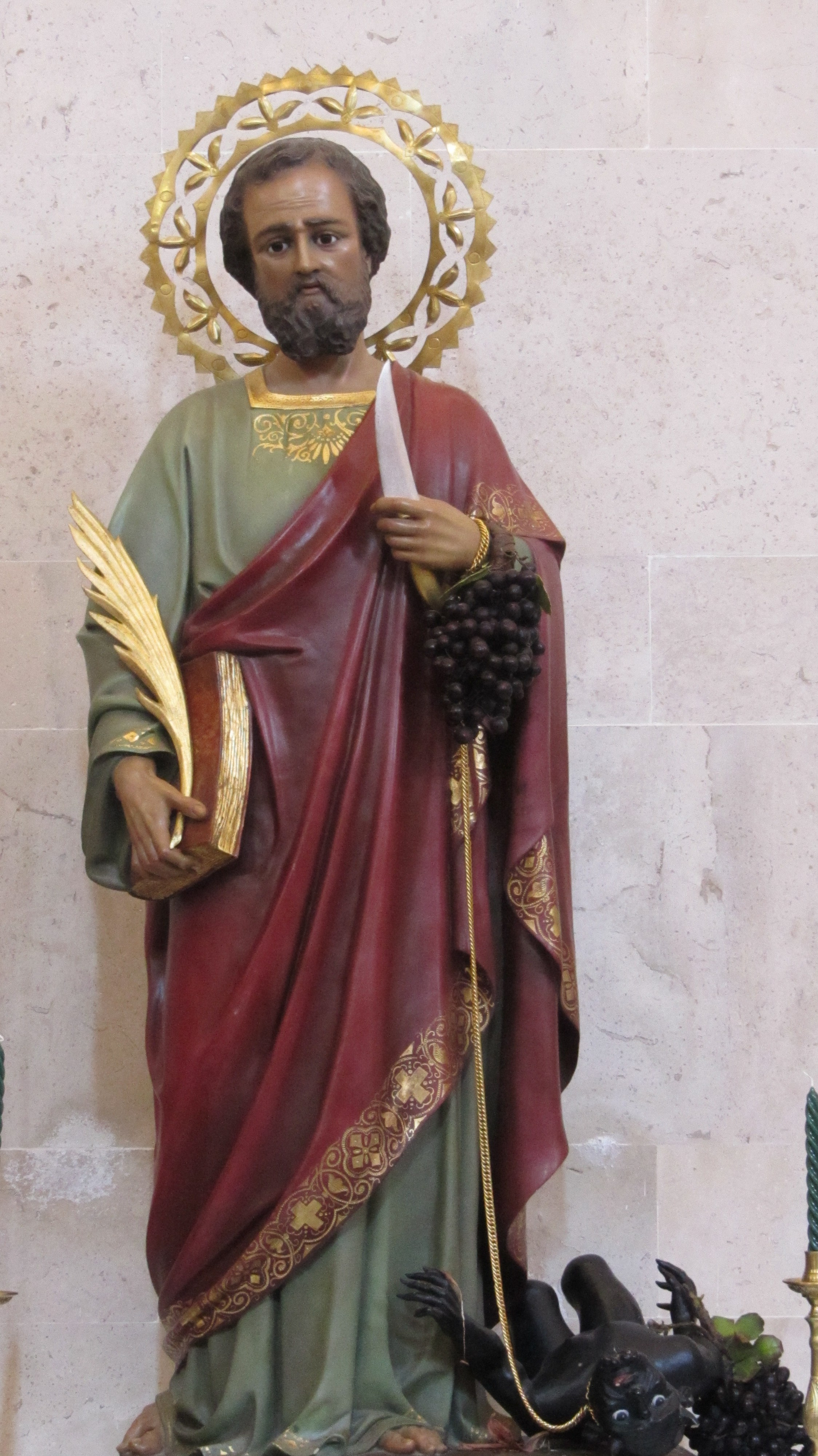
Imagen de San Bartolomé en la iglesia de Nuestra Señora de la Asunción (Vellisca).

La imagen de San Bartolomé a lo largo de la Historia del Arte ha sufrido escasas modificaciones siendo común la representación del santo en el momento del martirio, siendo desollado, bien sobre un potro o atado a un árbol. También se le ha representado obrando milagros: resucitando a los hijos del rey Polimio y liberando a la hija de este, poseída por el demonio. En escasas ocasiones aparece siendo flagelado.
En el arte suele representársele con un gran cuchillo, aludiendo a su martirio, pues según el martirologio fue desollado vivo, razón por la que es el patrón de los curtidores. En relación también con su martirio aparece en ocasiones despellejado, mostrando su piel cogida en el brazo como si se tratara de una prenda de vestir.
En la época barroca es común verlo representado como apóstol, con largo manto blanco, haciendo las escrituras sagradas y mostrando el cuchillo.

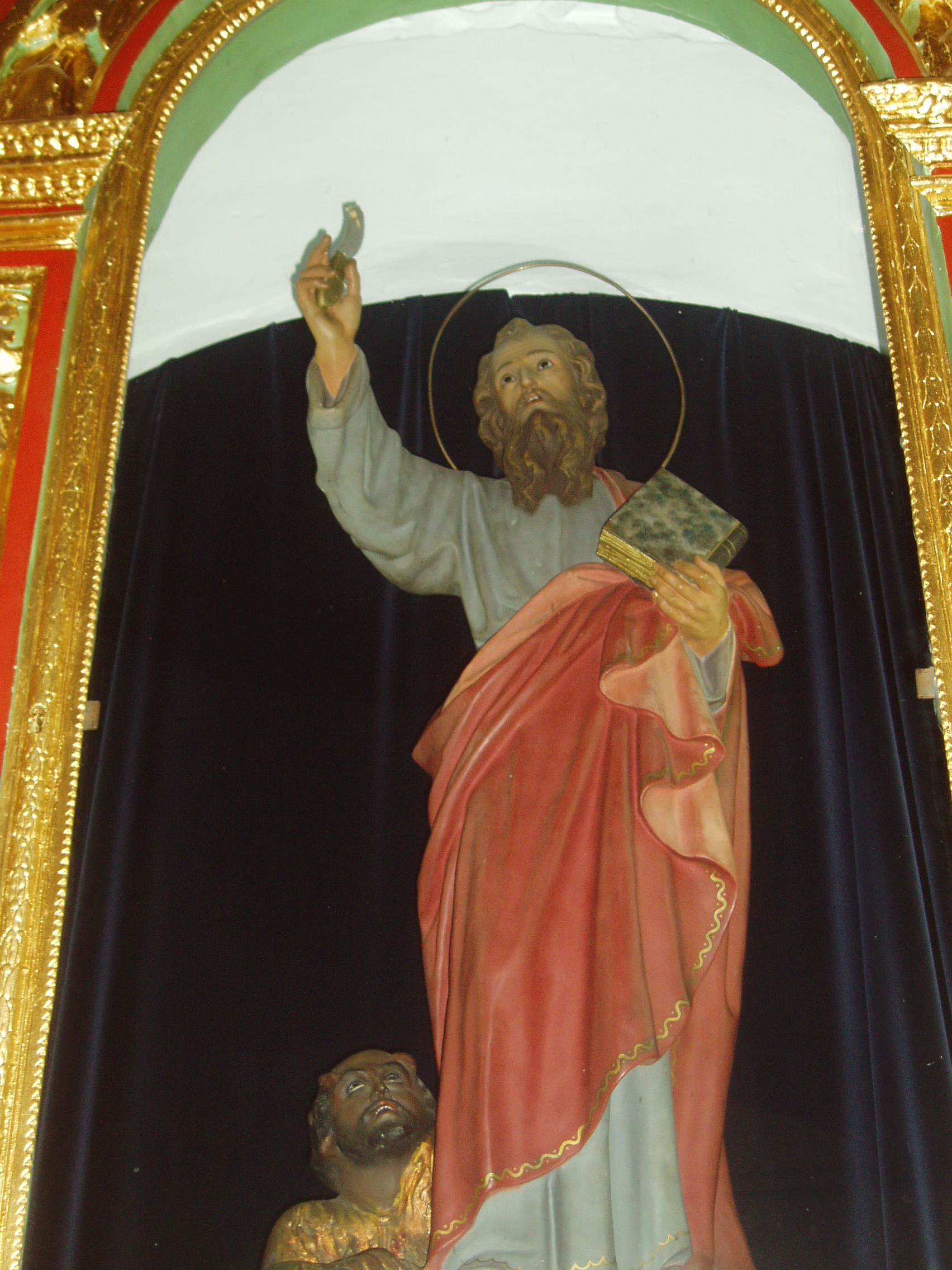
Imagen de San Bartolomé en la ermita de los Remedios de Valencia de Alcántara (Cáceres).

También se le representa sujetando con una cadena a una diablesa. El origen de este símbolo puede ser doble: 1.º En los evangelios apócrifos, San Bartolomé requiere a Cristo resucitado que le muestre al maligno Belial. Después de habérselo mostrado, Jesús le indica "Písale la cerviz y pregúntale"; 2.º Según la tradición, expulsó a un demonio, denominado "Astaroth", de un templo donde este vivía dentro de una estatua; San Bartolomé demostró la ineficacia de la estatua, que decía curar las enfermedades, expulsó al demonio y consagró el templo a Jesús.

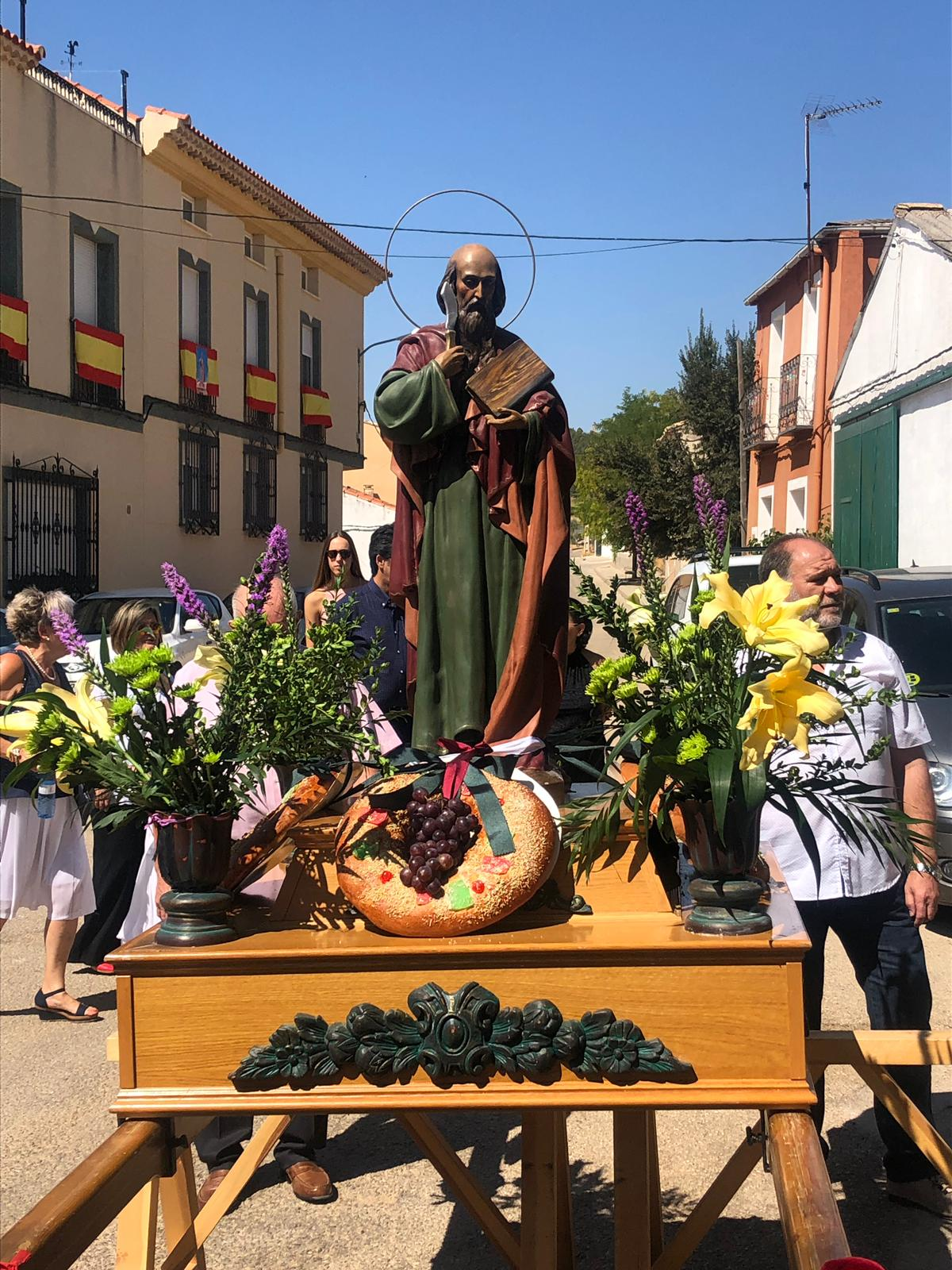
Procesión con la imagen de la parroquia de San Bartolomé en Cólliga (Cuenca)

Respecto a su fisonomía, el santo es representado según la descripción que Berith hace a los enfermos y que se recrea así en La leyenda dorada de Santiago de la Vorágine: Es un hombre de estatura corriente, cabellos ensortijados y negros, tez blanca, ojos grandes, nariz recta y bien proporcionada, barba espesa y un poquito entrecana. Su semblante presenta constantemente aspecto alegre y risueño. Santiago de la Vorágine añade que se mantuvo ajeno al amor de las cosas en este mundo, vivió pendiente de los amores celestiales y toda su vida permaneció apoyado en la gracia y auxilio divino, no sosteniéndose en sus propios méritos sino sobre la ayuda de Dios.

## Veneración

### Reliquias
Se cree que sus reliquias reposan en la iglesia de San Bartolomé en la Isla Tiberina de la ciudad de Roma. Algunas partes del cráneo son veneradas en la Colegiata de Fráncfort del Meno.
Según la tradición armenia, el Monasterio de San Bartolomé fue fundado por el rey arsácida Sanatruk en el siglo I sobre la tumba del apóstol, quien lo curó de la lepra.

### Festividad
Su festividad se conmemora el 24 de agosto en la Iglesia latina; el 11 de junio en las Iglesias orientales; el 8 de diciembre entre los cristianos armenios.

### Patronazgo

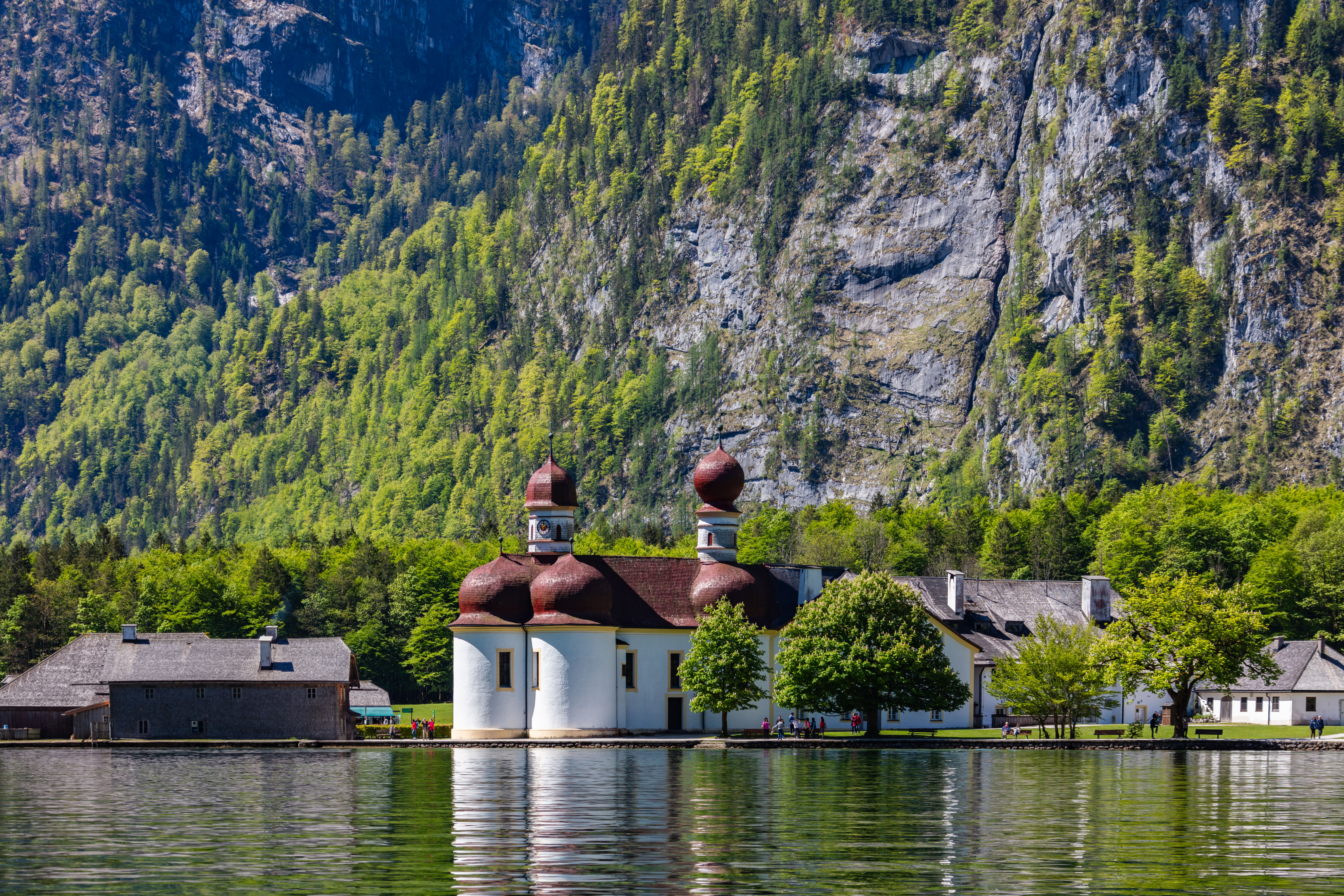
Iglesia dedicada a San Bartolomé en el Lago del Rey, Baviera, Alemania.

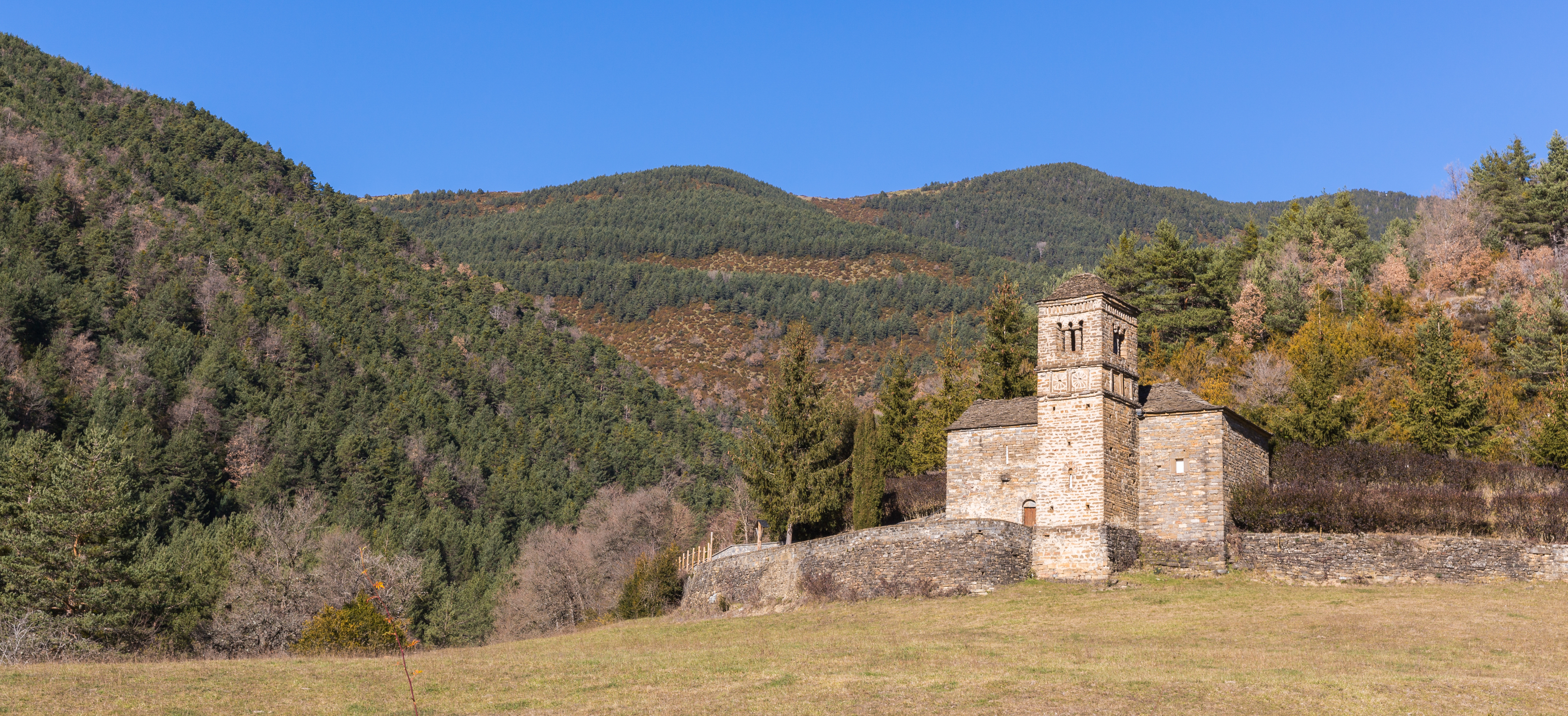
Iglesia de San Bartolomé, Gavín, Huesca, España.

San Bartolomé era el patrón de aquellos que trabajan las pieles, fabrican o usan cuero, guantes, abrigos, cinturones y botas, encuadernadores, pastores y vaqueros.
También de las modistas por llevar su piel sobre los brazos.
Era sanador de las convulsiones, crisis espasmódicas y enfermedades nerviosas en general.
Era patrón de multitud de pueblos y ciudades, entre ellas:
| País       | Ciudades |
| ---------- | --- |
| Bolivia    | Potosí, Timusi, Provincia Muñecas - La Paz |
| Chile      | Rancagua, Chillán, Chillán Viejo, La Serena, Socaire |
| Colombia   | San Bartolomé de Tuluá Honda Tolima villa de san Bartolomé Córdoba, Nariño |
| Ecuador    | San Bartolomé en Los Andes (pueblo) de la provincia de Azuay y de la provincia de Carchi, San Bartolomé de Pinllo (Parroquia) de la provincia de Tungurahua, San Bartolomé de Amaluza en la Provincia de Loja. San Bartolomé en Palestina Provincia del Guayas. |
| Costa Rica | Parroquia San Bartolomé Apóstol en Barva, Heredia. |
| España     | - - La Almarcha (Cuenca) - Aldeadávila de la Ribera (Salamanca), - Aguadulce (Sevilla), Navahermosa (Toledo) - Aldeacentenera (Cáceres) - Aldeanueva de San Bartolomé (Toledo), - Aldeacueva (Bizkaia), - Alhambra (Ciudad Real), - Almagro (Ciudad Real), - Almudaina (Alicante), - Anadón (Teruel), - Anguciana (La Rioja), - Añover de Tajo (Toledo), - Aragoncillo (Guadalajara), - Basardilla (Segovia), - Beas (Huelva), - Beceite (Teruel), - Belmonte (Cuenca), - Benicarló (Castellón), - Bimón (Cantabria), - Bohonal de Ibor (Cáceres), Bolea (Huesca), - Bienservida (Albacete) - Borriol (Castellón), - Bulbuente (Zaragoza), - Busto (Valdés, Asturias), - Cabizuela (Ávila), - Calatorao (Zaragoza), - Calzadilla de los Hermanillos (León), - Camparañón (Soria), Campo de Mirra (Alicante), Cañizar del Olivar (Teruel), Cariño (La Coruña), Casasimarro (Cuenca), Casavieja (Ávila), Castillejo del Romeral (Cuenca), Cenes de la Vega (Granada), Cepeda (Salamanca), Checa (Guadalajara), Cherín (Granada), Cieza (Murcia), Espejo (Córdoba), El Real de la Jara (Sevilla), Feria (Badajoz), Ferrerías (Baleares), Finestrat (Alicante), Folgoso de la Carballeda (Zamora), Fompedraza (Valladolid), Fresno de la Carballeda (Zamora),Fresnedoso de Ibor (Cáceres), Fuendetodos (Zaragoza), Gavín (Huesca), Henche (Guadalajara), Hervías (La Rioja), Hormigos (Toledo), Hornillos de Eresma (Valladolid), Hoyales de Roa (Burgos), Jerez de los Caballeros (Badajoz), Jijona (Alicante),Junciana (Ávila), La Almarcha (Cuenca), La Coronada (Badajoz), La Jana (Castellón), Lamasón (Cantabria), La Mata de los Olmos (Teruel), Librilla (Murcia), Los Gallos (Murcia), Los Cerricos (Almería), Los Santos (Salamanca), Lupiana (Guadalajara), Luque (Córdoba) Mahíde (Zamora), Mairena del Alcor (Sevilla), Marcilla (Navarra), Margolles (Asturias) Marrupe (Toledo), Martín Miguel (Segovia), Martos (Jaén),Melgar de Arriba (Valladolid), Mesegar de Tajo (Toledo) Miajadas (Cáceres), Mijares (Ávila), Montehermoso (Cáceres), Montoro (Córdoba), Montroy (Valencia), Morla de la Valdería (León), Mudrián (Segovia),Navahermosa (Toledo) Navalmoral de Béjar (Salamanca), Navalpino (Ciudad Real), Nerva (Huelva), Nonaspe (Zaragoza), Noya (La Coruña),O Busto-Santa Comba (La Coruña) Nules (Castellón), Obregón (Cantabria), Odón (Teruel), Oliete (Teruel), Paterna del Campo (Huelva), Polavieja, Navia (Asturias), Pozuelo (Albacete), Retuerta del Bullaque (Ciudad Real), Ribaforada (Navarra), Ribafrecha (La Rioja), Robledo de Sanabria (Zamora), Rociana del Condado (Huelva), Rótova (Valencia), Saldón (Teruel), San Antonio Abad (Ibiza), San Bartolomé (Orihuela), San Bartolomé de las Abiertas (Toledo), San Bartolomé de la Torre (Huelva), San Bartolomé de Pinares (Ávila), San Bartolomé de Tirajana (Gran Canaria), San Bartolomé de Fontanales (Villa de Moya, Gran Canaria) San Bartolomé de Tormes (Ávila), Sangarcía (Segovia), Santa Cruz de los Cáñamos (Ciudad Real), Sierra de Yeguas (Málaga), Sitges (Barcelona), Sóller (Mallorca), Tablizo (Asturias), Tapia (Burgos), Tarazona de la Mancha (Albacete), Tejina (Tenerife), Trespaderne (Burgos), Umbrete (Sevilla), Ulea (Murcia), Valdanzuelo (Soria), Valdepares, El Franco (Asturias), Valencia de Alcántara (Cáceres), Vallbona (Barcelona), Vellisca (Cuenca), Valverde de Leganés (Badajoz), Vierna, Meruelo (Cantabria), Villa del Campo (Cáceres), Villahermosa del Río (Castellón), Villar de Plasencia (Cáceres), Villarejo de la Peñuela (Cuenca), Villarejo del Valle (Ávila), Villarluengo (Teruel), Villarramiel de Campos (Palencia),Villel de Mesa (Guadalajara), Villarrubia de Santiago (Toledo), Viveros (Albacete), Yebes (Guadalajara), Yeste (Albacete), Zarza la Mayor (Cáceres), Navalafuente (Madrid), Cenes de la Vega (Granada), Cólliga (Cuenca), Jove (Lugo) , Beniel(Murcia). |
| Francia    | Isla de San Bartolomé |
| Guatemala  | Mazatenango, Suchitepéquez. |
| México     | Villa y Puerto de Tecolutla, Veracruz; San Bartolomé Cuahuixmatlac; Capulhuac de Mirafuentes, Estado de México; Salamanca (Guanajuato); Tlaxcalilla, Huichapan, Estado de Hidalgo, Atlacholoaya, Xochitepec, Morelos. Dentro de las comunidades en el estado de México, cuyo nombre ha sido asignado como Santo Patrón al apóstol de Jesús, se encuentra la comunidad de San Bartolomé Tlaltelulco, misma que desde el 14 de abril de 2013, fue elevada a la categoría de parroquia para la diócesis de Toluca, la Parroquia de San Bartolomé Apóstol en el municipio de Hueypoxtla y la Parroquia de San Bartolomé Atlatlahuca en el municipio de Tenango del Valle. También es patrono de San Bartolo Ameyalco ubicado en la delegación Álvaro Obregón y cada año se realiza una celebración en la colonia San Bartolo el Chico ubicada dentro del perímetro de la delegación Tlalpan en la Ciudad de México. También al norte de la Ciudad de México, existe una hermosa Iglesia apadronada por este santo, llamada Iglesia de San Bartolomé Apóstol, y cuenta con una de las primeras iglesias construidas en América Latina en el año de 1574, San Bartolo Naucalpan Estado de México. Venerado también en San Bartolo Tutotepec, Hidalgo, en la iglesia de San Bartolomé Apóstol el 24 de agosto. En Yucatán es patrono de las parroquias de Nolo y Seyé |

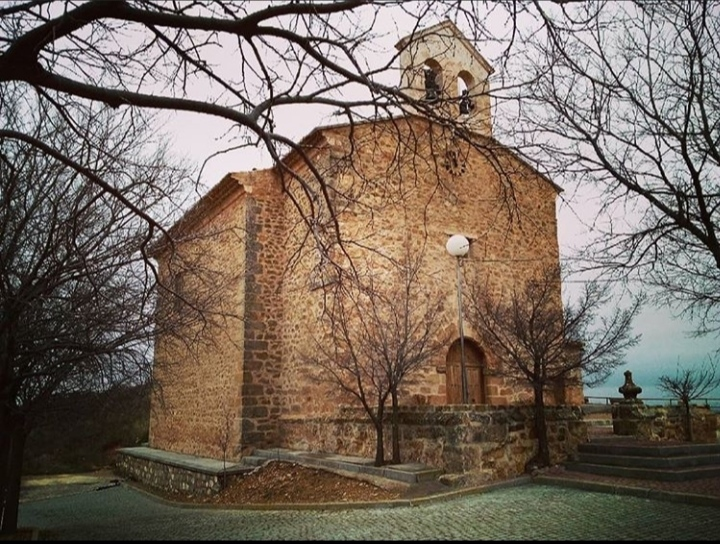
Parroquia de San Bartolomé (Cólliga, Cuenca)

| Perú       | Huacho Huancán- Huancayo |
| Venezuela  | Sinamaica, Municipio Guajira; El Cobre, estado Táchira |

## Citas bíblicas
1. 1 2  Mateo 10:3; Marcos 3:18; Lucas 6:14
2. ↑  Juan 21:2
3. ↑  Juan 1:45-50
4. ↑  Hechos 1:13